# Affektiv resonans
Affektiv resonans är en term som syftar på en psykologisk mekanism som gör att en människa kan fånga in och själv uppleva affekter från en annan människa. Termen har skapats före den moderna hjärnforskningen, och används ibland på ett sätt som påminner om tro på övernaturliga fenomen.